# Т-140
Т-140 (изначально С-140) — советский промышленный трактор, производившийся с 1958 по 1965 года на Брянском автомобильном заводе. Основным назначением этой машины была работа с навесным и прицепным монтажным и дорожно-строительным оборудованием.

## Создание
Работа над новым промышленным трактором под названием С-140 началась ещё в конце 1940-х годов под руководством В. И. Дурановского на Челябинском тракторном заводе. Как и С-80, новый трактор планировали использовать для работ общего назначения. При его проектировании были использованы наработки артиллерийского тягача АТ-С.
Первый образец С-140 был выпущен в 1951 году, его двигатель был максимально унифицирован с двигателем трактора С-80, но отличался от него двумя дополнительными рабочими цилиндрами. В начале 1950-х годов Челябинский завод был перегружен и не мог наладить его серийное производство, поэтому в середине 1950-х гг. Бежицкий сталелитейный завод под Брянском начали расширять с тем, чтобы арттягачи АТ-С и промышленные трактора С-140 и ДЭТ-250 стали его основной продукцией. Конструкторы вместе с В. И. Дурдановским уехали налаживать производство туда, где в 1956 году трактор получил нынешнее название — Т-140. Однако в 1958 году руководство страны решило отделить новое производство от стальзавода и производить на нём военную автотехнику ЗИЛ, в т. ч. специальные колёсные шасси типа ЗИЛ-135 для любимых Хрущёвым ракетных комплексов (изначально ФКР-2, позднее «Редут» и «Луна-М»), в результате чего для нового Брянского автомобильного завода трактора стали непрофильной продукцией.
Серийный выпуск продолжался с 1958 по 1965 года.
БРЯНСКИЕ тракторостроители на днях приступили к серийному выпуску гусеничных тракторов «Т-140». Новый 140-сильный трактор — подарок коллектива XXI съезду партии.
Трактор Т-140" найдет широкое применение на крупных строительных объектах, на мелиоративных работах по осушению болот, закладке садов и виноградников, на лесоразработках.
Одну из первых машин коллектив отправил в Москву, а еще одну — в адрес советского павильона на Международной ярмарке-выставке 1959 года в Лейпциге.Комсомольская правда, 1 февраля 1959 г.

### Модификации
- Трубоукладчик Д-804.
- Роторный снегоочиститель Д-382 Рыбинского завода.

### Оборудование
Т-140 оборудовался:
- Бульдозерами

- Д-275
- Д-522
- Д-521

- Рыхлителем Д-527
- Корчевателем Д-526
- Роторным экскаватором ЭТР-131 на Дмитровском экскаваторном заводе.
- Стругом-метателем Д-524 на Коростенском заводе.

## Конструкция
Трактор оборудован кабиной с теплозвуковой изоляцией, отопителем и вентилятором.

### Трансмиссия
Муфта сцепления — двухдисковая сухая постоянно замкнутого типа. Ведомый барабан муфты с двумя ведомыми дисками установлен на двух шариковых подшипниках на цапфе. Средний ведущий и нажимной диски сцеплены с маховиком головками ведущих пальцев. Сжатие дисков обеспечивается 24 пружинами разного размера, попарно установленными в стаканах фланца. Карданный вал с муфтами и соединяет ведомый барабан муфты сцепления и первичный вал коробки передач. Выключение муфты сцепления производится нажатием на педаль, при этом
через систему рычагов и тяг перемещается назад корпус муфты выключения вместе с ползуном, который, нажимая на рычаги, через тяги отводит нажимной диск от заднего ведомого диска. При соприкосновении фланца корпуса с диском тормозка, закрепленным на карданном валу, ведомые части муфты сцепления быстро останавливаются. В рычажную систему управления муфтой сцепления включен пневматический сервомеханизм следящего действия, значительно снижающий усилие, необходимое для выключения муфты сцепления.

КПП

Коробка передач — пятиступенчатая с постоянным зацеплением шестерён. Она обеспечивает пять передач переднего хода и две — заднего. Первичный 5, вторичный 3 и промежуточный 14 валы коробки смонтированы в передней части корпуса силовой передачи. Передние концы валов установлены на шариковых подшипниках в стаканах передней крышки корпуса, а задние — на роликовых подшипниках. Крышка 4 переднего подшипника вторичного вала имеет цапфу, являющуюся передней опорой корпуса силовой передачи.
На первичном валу на плавающих втулках из текстолита установлены шестерни соответственно 3-й, 1-й, 5-й и 4-й передач переднего хода, сцепленные с шестернями, закреплёнными на вторичном валу. Передачи включаются посредством перемещения муфт 10 с эвольвентными шлицами, которые поочередно жестко соединяют шестерни с первичным валом. Шестернями вращение передаётся с первичного на промежуточный вал. На этом валу на тех же втулках установлены шестерни соответственно второй и первой передач заднего хода и второй передачи переднего хода. Шестерня 17 сцеплена с шестерней вторичного вала через паразитную шестерню 2, установленную на оси 1 на двух шариковых подшипниках. Шестерни пятой и четвертой передач имеют винтовые зубья, остальные шестерни прямозубые. Первичный и промежуточный валы имеют сверления для подвода смазки к втулкам шестерён. Задний конец первичного вала соединен зубчатой муфтой с промежуточным валом 12 отбора мощности.
Центральная передача состоит из двух конических шестерен со спиральными зубьями. Ведущая шестерня изготовлена за одно целое с ведомым валом коробки передач, а ведомая прикреплена болтами к ступице, установленной на шариковом и цилиндрическом роликовом подшипниках.
Планетарный механизм поворота — одноступенчатый. Ступица ведомой конической шестерни полуосями  соединена с солнечными шестернями. Солнечная- шестерня передает вращение сателлитам, которые, обкатываясь по заторможенной эпициклической шестерне, вращают водило, выполненное в виде тормозного барабана остановочного тормоза и соединенное болтами с фланцем ведущей шестерни конечной передачи.
Торможение эпициклической шестерни осуществляется тормозным барабаном, при торможении которого прекращается вращение солнечной шестерни и сателлитов, входящих в зацепление с неподвижной эпициклической шестерней, а следовательно, прекращается также вращение эпициклической шестерни, связанной с осями сателлитов. При прямолинейном движении трактора барабан должен быть заторможен.
Тормоза планетарного механизма — ленточные двухстороннего действия, работающие в масле. Оборудованы они пневматическими сервомеханизмами следящего типа.
Тормозная лента состоит из четырех шарнирно соединенных колодок. Тормозной момент передаётся на корпус силовой передачи реактивными штангами. Рычаги образуют так называемые ножницы. Система рычагов и тяг механизма управления тормозами, смонтированная в корпусе, передаёт усилие от рычага тормозного вала на концы рычагов ножниц. Механизм управления тормозами сблокирован так, что при необходимости поворота трактора растормаживается тормоз прямого хода и затормаживается остановочный. При перемещении трактористом рычага управления на себя в камеру поступает сжатый воздух, и шток поворачивает валик, облегчая управление тормозами.
Конечная передача представляет собой одноступенчатый редуктор с цилиндрическими прямозубыми шестернями, установленными в стальном корпусе, прикрепленном к корпусу силовой передачи. Вал ведущей шестерни соединен с водилом планетарного механизма поворота (барабаном остановочного тормоза) фланцем. Ведомая шестерня установлена на шлицах вала, соединенного фланцем с барабаном ведущего колеса. Вал имеет торцовое уплотнение из чугунного диска, прикрепленного к фланцу вала, и стального диска, прижатого к чугунному пружиной, помещенной в резиновой манжете.

### Ходовая часть
Рама трактора состоит из двух лонжеронов и двух поперечных балок коробчатого сечения. Задние кронштейны лонжеронов соединены траверсой прицепного устройства. Кронштейны имеют отверстия для крепления задней части корпуса силовой передачи.
На лонжеронах установлены четыре кронштейна для навесного оборудования, трубы для торсионов подвески, кронштейны поддерживающих катков, задние опоры двигателя, а также упоры и грязеочистители. Передняя поперечная балка имеет проушины для навесного оборудования и переднюю опору двигателя, к которой также крепятся радиаторы.
На второй поперечной балке приварен кронштейн передней опоры трансмиссии, который является также местом заделки торсионов задних кареток.

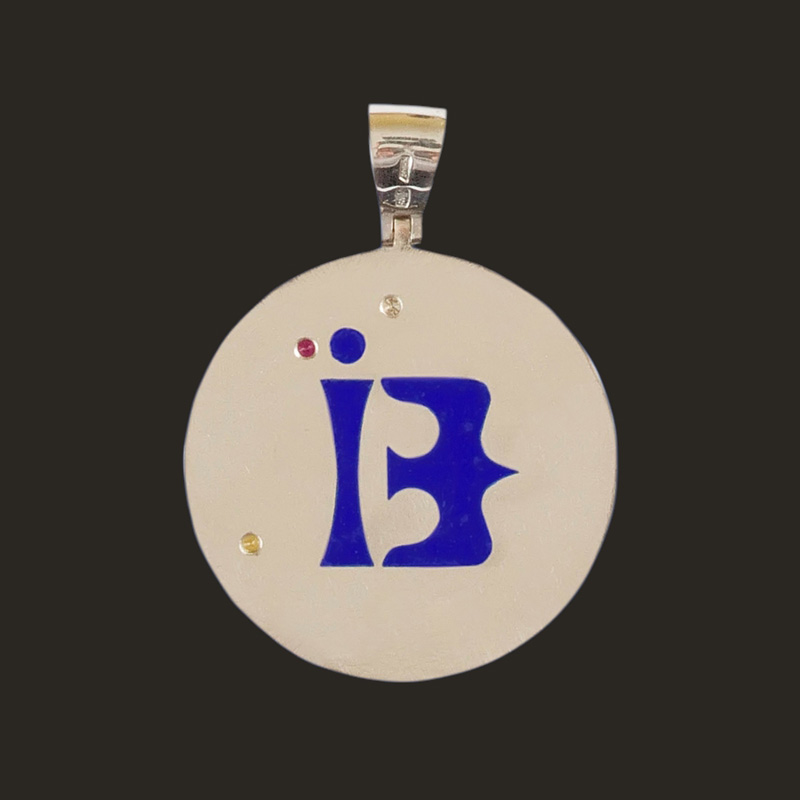
Подвеска

Подвеска трактора — эластичная торсионно-балансирная. Двенадцать опорных катков 3 (по шесть с каждой стороны) попарно объединены в каретки двуплечими рычагами 2. Каждая каретка установлена на оси 4 балансира 5, которым каретка соединена
с торсионом. Один конец торсиона 6 заделан в трубе балансира, а второй в противоположном лонжероне 10 рамы. Правая и левая передние каретки сблокированы между собой рычажной системой 1. Внутренние концы торсионов 8 и 9 задних кареток закреплены в кронштейне поперечины рамы. Полости торсионов уплотнены резиновыми кольцами 7.
Опорный каток установлен на оси на роликовом и шариковом подшипниках. Уплотнение ступицы катка осуществляется двумя стальными шлифованными кольцами, прижатыми друг к другу пружиной, установленной в резиновой манжете.
Двуплечий рычаг каретки крепится на оси балансира с помощью трех шпилек. Уплотнение его аналогично уплотнению опорного катка.
Поддерживающий ролик (по три с каждой стороны трактора) установлен на оси, закрепленной в кронштейне лонжерона рамы. Устройство поддерживающего ролика аналогично устройству опорного катка.
Направляющее колесо смонтировано на кривошипе, который поставлен на бронзовых втулках, запрессованных в кронштейны лонжерона рамы. Устройство ступицы колеса такое же, как и у опорного катка. Рычаг, закрепленный на кривошипе, соединен штоком 9 с двуплечим рычагом, передающим усилия на пружины, предварительно поджатые болтом, который застопорен шайбой.
Винт 6, ввинченный в цапфу 5, свободно установлен на штоке 9 и зафиксирован от поворота стопорной шайбой 5. крупнозвенчатые с цевочным зацеплением. Пальцы установлены с натягом в проушины одного звена и свободно посажены во втулки, запрессованные в проушины второго звена. Концы пальцев имеют конусные отверстия с односторонним прорезом, в которые запрессовываются конусные пробки, что обеспечивает натяг между пальцами и отверстием проушины.

### Оборудование
Трактор имеет топливный бак на 440 л.
Основными приборами электрооборудования являются: генератор постоянного тока Г-25В, реле-регулятор РР-24Г, аккумуляторная батарея, стартер СТ-20, четыре фары с оптическим элементом типа ФГ-12-Б1, плафон кабины типа ГК-1, два светильника типа КЛСТ-39 для щитка приборов, подкапотная лампа типа ПД-1Д, контрольная лампа типа ПД-20В пусковой катушки, подогреватель воздуха, контрольная лампа зарядки батареи, переносная лампа, пусковая катушка типа Б-17, электродвигатель типа МЭ-13 вентилятора кабины, электродвигатель отопителя кабины, амперметр типа АП-6Е, термометр типа УК26-Е системы охлаждения с датчиком типа ТМ-3, штепсельная розетка типа 47К, выключатель, переключатели, включатель, предохранители, а также магнето.
На некоторых тракторах устанавливали звуковой сигнал типа С-56Г с кнопкой включения типа 5К, а также два манометра для контроля давления масла в.
Пневматическое оборудование трактора включает в себя компрессор типа 200-3509015Б Минского автомобильного завода с рабочим давлением 6—7 кГ/см2; два ресивера емкостью по 0,028 м3 каждый; предохранительный клапан, установленный на заднем ресивере; камеру управления муфтой сцепления; две камеры управления тормозами планетарного механизма поворота; кран управления и разобщительный кран для отбора воздуха к прицепу.